# Windham Rotunda
Windham Lawrence Rotunda (Brooksville (Florida), 23 mei 1987 – Clermont (Florida), 24 augustus 2023) was een Amerikaans professioneel worstelaar die actief was in de WWE als Bray Wyatt en ook bekend als zijn alter ego The Fiend.
Tijdens zijn eerste periode bij WWE, worstelde hij van 2010 tot 2012 als Husky Harris.

## Professioneel worstelcarrière

### World Wrestling Entertainment / WWE (2009-2021)

#### Florida Championship Wrestling (2009–2010)
In april 2009 debuteerde Rotunda in de Florida Championship Wrestling als Alex Rotundo en won zijn eerste wedstrijd. Al snel veranderde hij zijn ringnaam in Duke Rotundo. In juni 2009 vormde hij samen met zijn broer, Taylor Rotunda (als Bo Rotunda), een tag team. Tijdens de opnames van FCW op 23 juli 2009 veroverden Duke en Bo het FCW Florida Tag Team Championship, door het duo Justin Angel en Kris Logan te verslaan. In november 2009 moesten ze de titel afstaan aan The Dude Busters (Caylen Croft & Trent Barreta).

#### NXT and The Nexus (2010–2011)

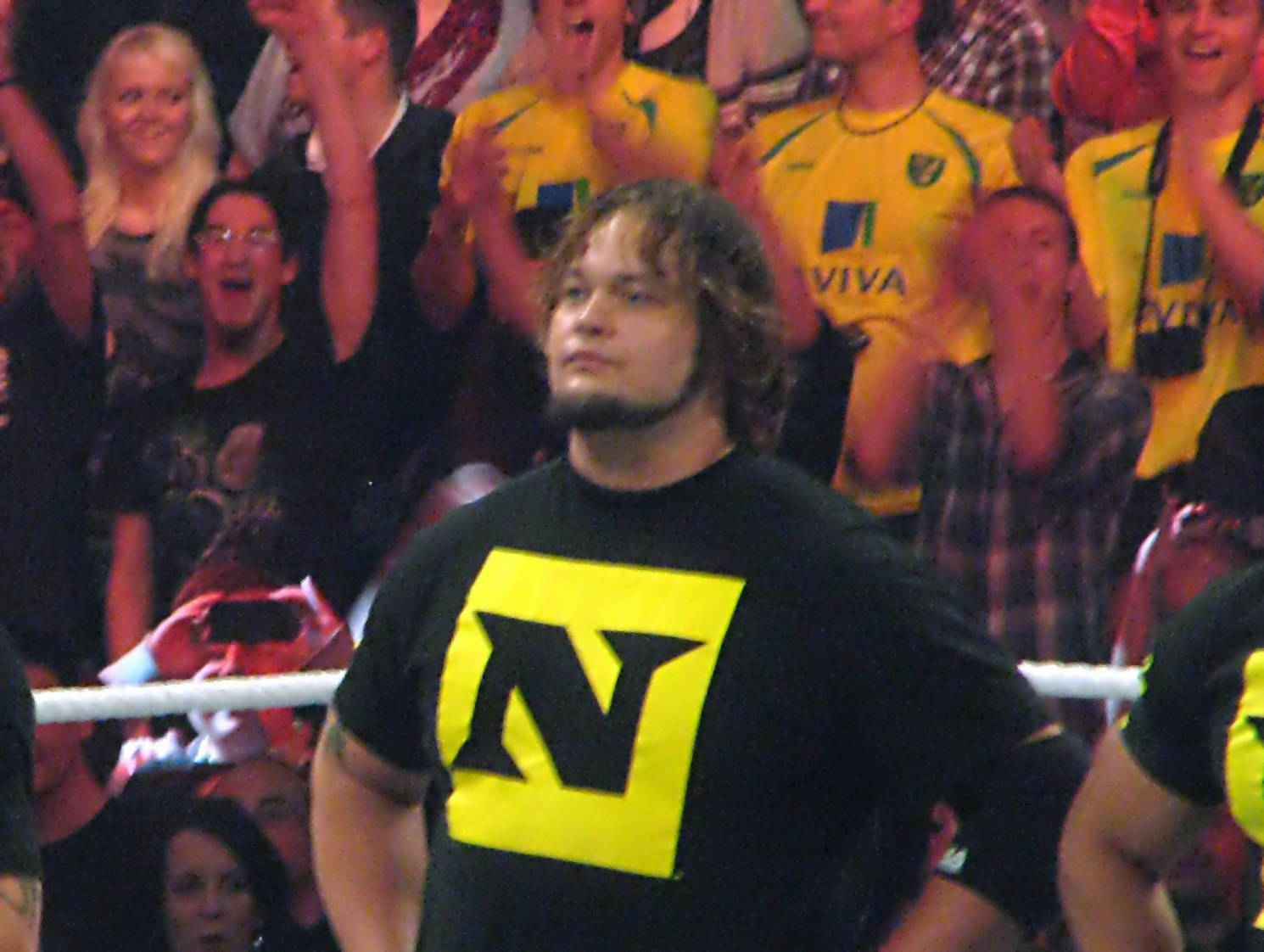
Als The Nexus-lid in november 2010

Op 1 juni 2010 werd Rotunda aangekondigd als een van de deelnemers van het tweede seizoen van WWE NXT als Husky Harris, en Cody Rhodes was zijn mentor. In een aflevering van NXT op 8 juni 2010, maakte Harris zijn debuut en verloor hij samen met Rhodes de tag-teammatch van Montel Vontavious Porter en Percy Watson. Op 17 augustus 2010 moest hij de competitie verlaten omdat hij geëlimineerd werd door een stemwedstrijd. In de seizoensfinale keerde hij terug met andere geëlimineerde NXT-leden om de NXT-winnaar Kaval aan te vallen.
In juni 2010 werd hij lid van de Nexus, maar eind januari 2011 verliet hij het team omdat hij een blessure opliep. Na zijn blessure keerde hij voltijds terug naar FCW.

#### Terugkeer naar FCW (2011–2012)
Tijdens zijn periode bij NXT, worstelde hij af en toe op FCW als Husky Harris. In februari 2012 veroverde hij samen met zijn broer, Bo Rotundo, voor de tweede keer het FCW Florida Tag Team Championship. Op 15 maart 2012 moesten ze de titel afstaan aan Corey Graves en Jake Carter.
In april 2012 debuteerde Rotunda met een nieuw karakter en worstelde voortaan als Bray Wyatt. Toen de WWE besloot om FCW te vernoemen tot NXT Wrestling, verscheen hij op NXT en debuteerde in de vierde aflevering. In juli 2012 had hij last van zijn borstspieren en onderging een operatie. Ondanks zijn blessure, verscheen Wyatt op NXT en richtte The Wyatt Family op met Luke Harper en Erick Rowan.

#### Hoofdrooster (2013-2017)
Vanaf mei 2013 verschenen op WWE Raw vignetten van The Wyatt Family. In een aflevering van Raw op 8 juli 2013, maakte The Wyatt Family hun debuut en vielen ze Kane aan. Ook verscheen Braun Strowman onverwachts in een wedstrijd tegen Roman Reigns en Dean Ambrose, waar Strowman veel indruk maakte. Dit was een van de meesterlijke plannetjes van Bray Wyatt. 
Op WrestleMania XXX verloor Wyatt een match van John Cena.
Wyatt was samen met Erick Rowan verhuisd naar Smackdown LIVE. Wyatt merkte dat Orton bij de Wyatts wilde en maakte van Orton een nieuw lid van The Wyatt Family als vervanger van Braun Strowman, die verhuisd was naar Raw en dus geen lid meer was. Later kwam ook Luke Harper terug, hij was hersteld van een blessure, en ging ook naar Smackdown. Wyatt en Orton wonnen de Smackdown LIVE Tag Team Championships, maar moesten het later weer afstaan aan The American Alpha. Harper en Orton hadden een conflict met elkaar en later keerde Harper zich daardoor tegen The Wyatt Family, wat weer leidde tot een aantal wedstrijden.

### WWE Champion 2017 + contract
Op 12 februari 2017 won Wyatt het WWE Championship tijdens Elimination Chamber 2017. Het contract van Wyatt werd niet verlengd, waarop Wyatt WWE verliet op 31 juli 2021. De gehele (voormalige) Wyatt Family was weg bij de WWE, met uitzondering van tijdelijk lid Randy Orton. Vanwege minder inkomsten door de coronacrisis, werden veel contracten van worstelaars niet verlengd in voornamelijk 2021.
In oktober 2022 werd Wyatt weer aangenomen bij de WWE, net als een aantal andere bekende gezichten. Ook verscheen hij als The Fiend, een soort duivelsfiguur met een masker. Bij een wedstrijd ging het licht dan uit en stond Te Fiend 'opeens' in de ring.

## Persoonlijk leven
Windham was een derde generatie professioneel worstelaar; zijn grootvader Robert Deroy Windham (Blackjack Mulligan), vader Mike Rotunda en zijn ooms Barry Windham en Kendall Windham waren ook allemaal professioneel worstelaars. Zijn broer Taylor Rotunda is ook professioneel worstelaar.
Windham Rotunda overleed op 24 augustus 2023 op 36-jarige leeftijd ten gevolge van een hartaanval.
Rotunda was de laatste jaren voor zijn dood in augustus 2023, verminderd actief vanwege gezondheidsproblemen, waaronder hartproblemen en depressieve klachten (het overlijden van Jon Huber (Luke Harper/Brodie Lee), van de Wyatt family, eind december 2020, en nog een dierbare). Zijn ontslag in juli 2021, bij WWE, deed Rotunda ook geen goed, zoals hij in interviews aangaf, ondanks dat hij zelf zei het ontslag verdiend te hebben. Na zijn terugkeer in oktober 2022, heeft hij nog maar een keer geworsteld, en kwam hij af en toe als The Fiend ("de duivel" Nederlandse uitspraak: the fienn) tevoorschijn, om iemand in de ring te verrassen. Ook kreeg Rotunda COVID, begin 2023, wat zijn hartproblemen verergerde. Rotunda zou al gaan terugkeren, om vaker te worstelen, omdat het goed ging met zijn gezondheid, tot hij onverwachts overleed.

## Prestaties
- Florida Championship Wrestling
  - FCW Florida Tag Team Championship (2 keer met Bo Rotundo)
- Pro Wrestling Illustrated
  - PWI Feud of the Year (2010) – The Nexus vs. WWE
  - PWI Most Hated Wrestler of the Year (2010) – als lid van The Nexus
- World Wrestling Entertainment/WWE
  - WWE Smackdown LIVE Tag Team Championship (1 keer met Randy Orton en Luke Harper)
  - WWE Championship (1 keer)
  - WWE Universal Championship (2 keer)